# Província de Tizi Uzu
La província o wilaya de Tizi Uzu (amazic: tawilayt n Tizi Wezzu; àrab: ولاية تيزي وزو, ولاية تيزي وزو) és una província o wilaya al nord d'Algèria, amb capital a la ciutat homònima de Tizi Uzu. Forma part de la regió de la Gran Cabília i està delimitada a l'oest per la província de Boumerdes, al sud per les de Bouira i Bugia, a l'est per la de Bugia i al nord pel mar Mediterrani. Amb una superfície de 2.957,9 km², té una població d'1.190.981 habitants i una densitat de 403 hab/km². Altres poblacions importants en són Aghrib, Azazga, Mizrana, Soumaa i Tadmait.